# Steenkerque
Steenkerque är en ort i Belgien.   Den ligger i provinsen Hainaut och regionen Vallonien, i den centrala delen av landet, 30 km sydväst om huvudstaden Bryssel. Steenkerque ligger 66 meter över havet och antalet invånare är 453. En av de större sammandrabbningarna under pfalziska tronföljdskriget skedde utanför Steenkerque i augusti 1692.
Terrängen runt Steenkerque är platt. Runt Steenkerque är det tätbefolkat, med 266 invånare per kvadratkilometer.. Närmaste större samhälle är La Louvière, 19,3 km söder om Steenkerque. 
Trakten runt Steenkerque består till största delen av jordbruksmark.